# Noc w wielkim mieście
Noc w wielkim mieście – debiutancki album polskiej grupy Jazz Band Młynarski-Masecki, wydany przez zespół i Lado ABC dnia 17 listopada 2017, a dystrybuowany przez Agora SA.
Nagrania uzyskały status platynowej płyty.

## Wykonawcy
- Jazz Band Młynarski-Masecki
  - Jan Emil Młynarski - śpiew, bandżola, miks
  - Marcin Masecki - pianino, aranżer, producent muzyczny, miks
  - Jerzy Rogiewicz - perkusja
  - Piotr Wróbel - suzafon
  - Tomasz Duda - saksofon altowy, klarnet
  - Jarosław Bothur - saksofon C-melody, klarnet
  - Michał Fetler - saksofon altowy, klarnet
- Wiesław Wysocki - saksofon tenorowy w utworze 9.
- Krzysztof Tonn, Maciej Staniecki (Tonn Studio) - realizacja nagrań, mastering, miks
- Tymek Jezierski - projekt graficzny, kolaże
- Kobas Laksa - zdjęcia
- Tomasz Lerski - tekst książeczki, zdjęcia archiwalne

## Lista utworów
| Nr | Tytuł utworu                | Słowa                                 | Muzyka            | Długość |
| -- | --------------------------- | ------------------------------------- | ----------------- | ------- |
| 1. | „How do You do Mr. Brown?!” | Jerzy Ryba                            | Pál Ábrahám       | 7:20    |
| 2. | „Czy Ty wiesz, mała miss?”  | Zenon Friedwald                       | Shlomo Secunda    | 5:21    |
| 3. | „Czarna kawa”               | Andrzej Włast                         | Jay Cee Johnson   | 5:40    |
| 4. | „Abduł Bey”                 | Ludwik Szmaragd                       | Fanny Gordon      | 4:00    |
| 5. | „Kącik marzeń”              | Jerzy Jurandot                        | Tadeusz Górzyński | 9:39    |
| 6. | „New York Baby”             | Leopold Brodziński, Julian Krzewiński | Fanny Gordon      | 5:55    |
| 7. | „Nikodem”                   | Ludwik Starski                        | Henryk Wars       | 6:58    |
| 8. | „Jadzia”                    | Emanuel Szlechter                     | Alfred Scher      | 3:29    |
| 9. | „Noc w wielkim mieście”     | Andrzej Włast                         | Samuel Ferszko    | 5:13    |
|    |                             |                                       |                   | 53:35   |